# Bonapriso
Bonapriso est un quartier résidentiel de la ville de Douala, capitale économique du Cameroun. Il est situé dans la commune d'arrondissement de Douala 1, subdivision de la Communauté urbaine de Douala.

## Histoire
Bonapriso est fondé par Njo a Doo la Makongo - appelé Priso a Doo la Makongo après qu’il fut présenté aux Anglais comme étant le « Prince Doo la Makongo »; Prince héritier du trône du roi Doo la Makongo. Prince Doo la Makongo est écarté de la succession par son père, au profit de son jeune frère Bele ba Doo la Makongo (Bell) dont la descendance règne encore sur la grande famille Bonanjo (administrativement, le Canton Bell).

## Géographie
Bonapriso est délimité par l'avenue Charles de Gaulle, la rue Koloko, le boulevard de l'indépendance et l'usine des Brasseries du Cameroun. Il y a un marché artisanal au lieu-dit « marché aux fleurs ».

### Lieux populaires
• Stade Soppo Priso.

## Institutions
- Centre Divisionnaire des Impôts (CDI) de Bonapriso[2]

### Éducation
- Lycée TC de Bonandoumbè[1]
- Lycée français Dominique-Savio
- École Dora et Djemba
- École les Ribambelles

### Lieux de culte
- Paroisse Saint Dominique Savio Bonadoumbe[3]

### Santé
- Polyclinique Soppo Priso[1]
- Polyclinique Archange[4],[1]
- Polyclinique Idimed[5]